# Orthogeomys heterodus
Orthogeomys heterodus là một loài động vật có vú trong họ Chuột nang, bộ Gặm nhấm. Loài này được Peters mô tả năm 1865.